# Aubrives
Aubrives is een gemeente in het Franse departement Ardennes (regio Grand Est). De plaats maakt deel uit van het arrondissement Charleville-Mézières. Aubrives telde op 1 januari 2022 984 inwoners.

## Geografie
De oppervlakte van Aubrives bedroeg op 1 januari 2022 10,73 vierkante kilometer; de bevolkingsdichtheid was toen 91,7 inwoners per km².
De onderstaande kaart toont de ligging van Aubrives met de belangrijkste infrastructuur en aangrenzende gemeenten.

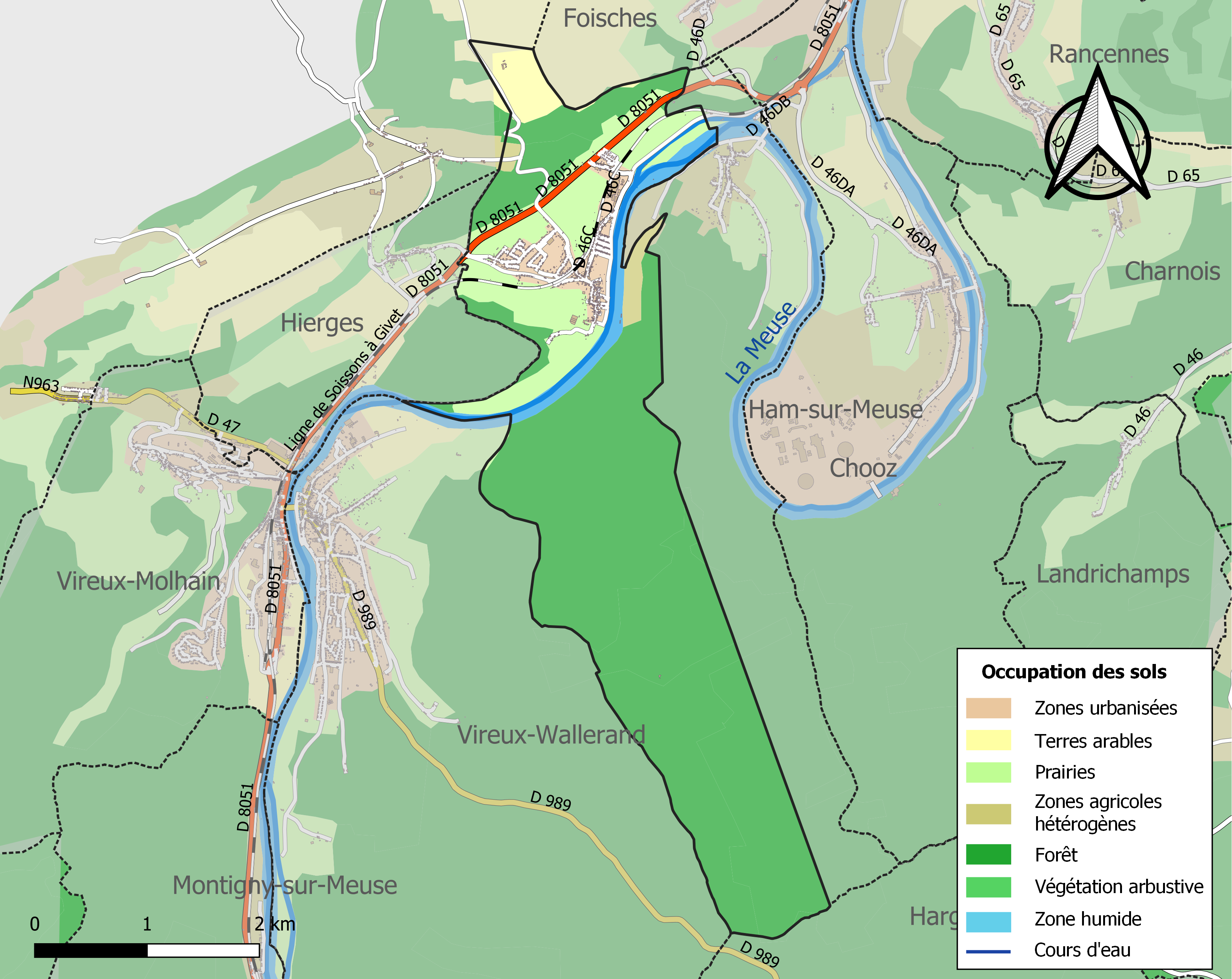

## Demografie
Onderstaande figuur toont het verloop van het inwonertal (bron: INSEE-tellingen).
Vanwege een beveiligingsprobleem met de MediaWiki Graph-software is het momenteel niet mogelijk deze grafiek weer te geven. Zodra de software is bijgewerkt zal de grafiek vanzelf weer zichtbaar worden.